# Krapina
Krapina je grad u sjeverozapadnoj Hrvatskoj. Glavni je grad Krapinsko-zagorske županije.

## Naselja u sastavu Grada Krapine
Grad Krapina sastoji se od 23 naselja, to su: 
- Bobovje
- Doliće
- Donja Šemnica
- Gornja Pačetina
- Krapina
- Lazi Krapinski
- Lepajci
- Mihaljekov Jarek
- Podgora Krapinska
- Polje Krapinsko
- Pretkovec
- Pristava Krapinska
- Strahinje
- Straža Krapinska
- Škarićevo
- Šušelj Brijeg
- Tkalci
- Trški Vrh
- Velika Ves
- Vidovec Krapinski
- Vidovec Petrovski
- Zagora
- Žutnica

## Zemljopis
- Regija: Hrvatsko zagorje
- Grad je smješten na 46,1°N i 15,9°E
- Površina grada iznosi 47, 53 km2
- Gustoća naseljenosti 272 st/km2
- Klima: kontinentalna
- Prosječna ljetna temperatura: 20 °C
- Prosječna zimska temperatura: 1 °C

## Povijest
Grad Krapina je središnje mjesto Hrvatskog zagorja. Smješten je uz rijeku Krapinčicu. Sam naziv grada usko je povezan s nazivom rijeke koja je nekada obilovala slatkovodnom ribom šaranom. Na kajkavskom narječju riba šaran naziva se krap.
Povijest ljudskoga roda u Krapini doseže u daleku prošlost od 120.000 do 50.000 godina o čemu nam svjedoče ostaci neandertalskog čovjeka na brdu Hušnjakovo u zapadnom dijelu Krapine. 
Rimski nalazi su nađeni u predgrađu Krapine u Mihaljekovu jarku.
Prvi pisani dokumenti spominju Krapinu 1193. godine. U srednjem vijeku postojala je utvrda Krapina podno koje se počelo razvijati naselje. Sama utvrda i tadašnje vlastelinstvo bili su kraljevski posjedi. Od 14. stoljeća počinju ga dobivati pojedine plemićke obitelji. U to vrijeme kraljevskom poveljom, Krapina postaje slobodno trgovište. Plemićka obitelj Keglević u prvoj polovici 16. stoljeća kupuje vlastelinstvo Krapinu i doseljava se u jeku tada najvećih turskih provala u Hrvatsku. Plemićke obitelji bile su zaštitnici crkvenih redova pa se u Krapini u 17. stoljeću pojavljuju franjevci koji grade crkvu svete Katarine i franjevački samostan. Tijekom 18 st. u Zagorju se grade zavjetne proštenjarske crkve posvećene čudotvornim Madonama, pa tako u Krapini nastaje znamenita crkva na Trškom vrhu. U 19 stoljeću, u vrijeme buđenja nacionalne svijesti te utemeljenja hrvatskog književnog jezika, u Krapini je rođen Ljudevit Gaj, idejni vođa Hrvatskog narodnog preporoda.

### Legenda o Čehu, Lehu i Mehu
Ovu je znamenitu legendu prema narodnoj krapinskoj predaji zapisao Ljudevit Gaj oko 1851./1852. godine. Priča glasi ovako: Na ova tri brijega što se nad ovim mjestom (Krapinom) dižu bijahu tri grada. Ovaj, od koga su se ovolike stare zidine još uzdržale, od negda zvaše se, a tako i današnji dan, kao i samo mjesto Krapina. Na onom brdu, ondje nad franjevačkom crkvom, bijaše grad imenom Psar, a tu nad gospodskom (spahinskom) vodenicom, na brijegu Šabcu bijaše grad istoga imena Šabac. U ova tri grada tri brata, po imenu Čeh, Leh i Meh, negda vladahu. Ova tri brata bijahu kraljevske krvi našega (slavenskoga) naroda te imahu sestru, koja se je zvala Vilina. U ono vrijeme Rimljani gospodovahu ovom zemljom. Od njih naš narod za nevolju mnogo stradaše te podnošaše velike sile. Viteška se braća dogovarahu među sobom, kako bi se mogli oteti ispod teškog jarma rimskoga. Kako najstariji ljudi pripovijedahu,među krapinskim i psarskim gradom kožnat visimost visaše o lancih. Po ovom mostu brat bratu dolažaše na tajne dogovore. Utom sestra njihova bijaše u skrovitoj (tajnoj) ljubavi s rimskim poglavarom, koji je zapovijedao ovom zemljom. Kad su se braća dogovorila s ostalim znamenitimi poglavicami narodnimi i okletvom (zavjerom) ujedinila protiv Rimljana te svijećala, da će na njih složno udariti, Vilina, prevelikom ljubavlju opojena, izdade okletvu ljubavniku svome. Okletnici ipak udare na njega te ga ubiju, a ona najprije uteče u Dupljaču u Strahinje, a odanle u Jame nad Žutnicom, koje se još i danas zovu Ljubine iliti Vuline Jame, a ono zato što su ondje prebivale vile, koje su od obranu svoju primile imenjakinju svoju. Ondje ona rodi gospodsko čedo. Malo je vrijeme potom postojalo, kad se ona sunčala pred špiljom, braća, našavši se u lovu, zapaze je, uhvate, odvedu u grad Krapinu i uzidaju u onom tornju, koji je nad vratima drugoga dvorišta blizu pećinske pivnice, u jednom uglu, a od djeteta se njena osobiti čudo stvori. Divlji vo, jedan dan kad su se vile po šumi bile razišle, utrči u špilju, gdje se dijete zlatnom jabukom sigralo. Divlji vo se u njega zaleti, digne ga na rogovima i divljim skokom proskočivši kroz podzemaljski put, koji je ispod gora Velikoga Žlieba i Hajdinskoga Zrna vodio, ća na drugu stranu ondje onako iznese napolje u šumu, gdje ga je neki pustinjak sahranio, a ono se mjesto od onoga vremena do današnjega dana, po lijepoj glavi ovoga djeteta, zove Lijepa Glava - Lepoglava. Rimljani da osvete ubojstvo svoga časnika i da pokore pobunjeni narod, započeše utom sa svih strana kupiti vojsku. Tri brata, videći kako ne mogu onolikoj sili kolika se dizala na Zagorje, gdje su se oni bili utaborili, ni prevrlom hrabrošću da odole, skupe sve starješine, župane i satnike narodne, svijećahu - odluče, da sa svimi odličnijmi pristašami svojimi ostave svoju domovinu i da se posve isele iz rimske države. Oni su znali da se narod našega (slavenskoga) jezika daleko pruža preko Dunaja, i zato pređoše s vjernimi svojimi preko Dunava pa se tamo raziđoše na tri strane i utemeljiše tri države slavenske. Čeh podiže stolicu svoju u Pemskoj zemlji Bohemiji, Leh u Poljskoj, a od Meha zadobiše Moskovati (Rusi) svoj početak. I ovako je prava korenika svega našega naroda slavenskoga izišla iz ove naše okoline.

## Stanovništvo
Grad Krapina prema popisu stanovništva (2001.) ima 12.950 stanovnika, koji žive u 8 mjesnih odbora: Krapina, Bobovje, Donja Šemnica, Krapinski Vidovec, Lepajci, Mihaljekov jarek, Podgora, Škarićevo.
Kretanje broja stanovnika i naseljenosti može se pouzdano pratiti na osnovi modernih popisa tek od polovine 19. stoljeća. Ako analiziramo podatke od prve popisne godine 1857. (1175 stanovnika) do 1991. godine (4481 stanovnika), vidi se da je prisutan stalni porast broja stanovnika, osim u razdoblju između dva svjetska rata. U ostalim naseljima, koji su devedesetih godina 20. stoljeća administrativno priključeni gradu Krapini, primjerice Škarićevo, Donja Šemnica i dr., od 50-ih i 60-tih godina 20. st. vidljiv je postupni pad broja stanovnika.
U razdoblju od 1857. do 1910. godine vidi se porast stanovništva. Godine 1910. porast u Krapini je za 125,1 %, dok je u ostalim naseljima 159,4 %. Međutim popis iz 1921. godine pokazuje pad broja stanovnika, što je uzrokovao Prvi svjetski rat. Tako Krapina ima 
porast od 118,3 %, a ostala naselja151,1 %. Drugi svjetski rat također remeti demografske tokove. Relativno naglašeniji porast nakon rata osjeća se do približno sredine pedesetih godina 20. stoljeća. S obzirom na istovjetnu demografski sliku i nakon Prvoga svjetskog rata, može se reći da je to posljedica uobičajene demografske kompenzacije nakon ratnih zbivanja.
Popis iz 1971. godine pokazuje relativan pad broja stanovnika, kao posljedica ruralnog egzodusa, ali i zbog niskog prirodnog prirasta stanovništva. Opći trend naseljenosti ovog prostora nije povoljan. Ako analiziramo odnos između grada Krapina te ostalih naselja, podaci pokazuju da sve do 50-tih godina nema velike razlike u trendu stanovništva, iako stanovništvo Krapine raste brže, a stanovništvo ostalih naselja se smanjuje. Rast centralnog naselja u funkciji je općeg procesa koji se očituje u porastu stanovništva gradskih naselja, i to bez obzira na njihovu apsolutnu veličinu. Porast stanovništva Krapine uklapa se u opću shemu rasta stanovništva mikroregionalnih općinskih središta u tom razdoblju u Hrvatskoj. Porast udjela stanovništva Krapine u ukupnom stanovništvu općine veoma je spor ili čak opada sve do kraja Drugog svjetskog rata (1857. = 7,7 %; 1890. = 7,0 %). Nakon rata znatno je brži i održava upravo spomenuti trend ( 1948. = 5,5 %; 1961. = 9,2 %; 1991. = 17 % ).
| broj stanovnika | 5457  | 6060  | 6435  | 7007  | 7538  | 8141  | 7884  | 8224  | 9222  | 9473  | 10384 | 11533 | 12540 | 12938 | 12950 | 12480 | 11530 |
|                 | 1857. | 1869. | 1880. | 1890. | 1900. | 1910. | 1921. | 1931. | 1948. | 1953. | 1961. | 1971. | 1981. | 1991. | 2001. | 2011. | 2021. |

| broj stanovnika | 1175  | 1216  | 1335  | 1391  | 1392  | 1470  | 1390  | 1332  | 1447  | 1653  | 2419  | 3097  | 3998  | 4481  | 4647  | 4471  | 4201  |
|                 | 1857. | 1869. | 1880. | 1890. | 1900. | 1910. | 1921. | 1931. | 1948. | 1953. | 1961. | 1971. | 1981. | 1991. | 2001. | 2011. | 2021. |

## Gradska uprava
Gradonačelnik Krapine je Zoran Gregurović, a predsjednik Gradskog vijeća je Ivica Hršak

## Gospodarstvo
Kroz povijest

Područje Grada Krapine kao jedinice lokalne samouprave u Krapinsko-zagorskoj županiji i županijsko središte, na sjeveru graniči s općinama Đurmanec i Jesenje, na istoku s općinama Radoboj i Mihovljan, na zapadu s općinom Petrovsko, a na jugu susjedne su joj općine Krapinske Toplice i Sveti Križ Začretje. Prostire se na površini od 48 km².
Sam grad Krapina smješten je u uskoj dolini rijeke Krapinčice između obronaka Maceljskog gorja (Brezovica) i Strahinjščice. Takav je položaj omogućavao razvoj gospodarstva, a pojava željeznice i razvitak industrije krajem 19., a posebice u 20. stoljeću uzrokovao je daljnju urbanizaciju i porast broja stanovnika Krapine koja postaje vodeće zagorsko regionalno središte. Zbog svog skučenog požaja u kotlini, grad se proširio prema sjeveru (naselja Doliće, Krapinsko Strahinje i Podgora) i jugu (naselja Bobovje, Mihaljekov Jarek i Krapinsko Polje).
Grad Krapina je tradicionalni industrijski i gospodarski grad. Početak zanatstva u Krapini vezan je uz XV. stoljeće, budući je Krapina dobila povelju «Slobodnog kraljevskog poveljnog trgovišta» sa svim povlasticama što su iz nje slijedile. Tijekom godina prvo su se razvili obrti poput kovača, gumbara, lončara, čižmara, mesara, pekara i drugih djelatnosti koji se 1837.god. udružuju u Veliki Krapinski Ceh.Tijekom godina obrtnici s područja grada Krapine povezali su se s obrtnicima iz okolnih općina i danas djeluju kao Udruženje obrtnika grada Krapine i općina Đurmanec, Jesenje, Petrovsko i Radoboj. Uoči Prvog svjetskog rata ima tvornicu kože, namještaja, kalijevih peći, tiskaru, ciglanu, pilanu, a prva u Zagorju dobiva i vodovod te 1886. god. i željeznicu koja je povezuje sa Zagrebom. Danas je gospodarska situacija uzrokovala velike strukturne promjene te su mnoge tvrtke s tradicionalnim proizvodnjama, ponajprije tekstila, keramičkih proizvoda i namještaja propale, tako da se razvio problem nedostatka radnih mjesta za radno aktivno stanovništvo. Nema velikih gospodarskih kapaciteta, kao što je to bilo u nedavnoj prošlosti te se razvijaju tvrtke s manjim brojem zaposlenika. U krug velikih tvrtki pripadaju Kotka d.d. (proizvodnja muške konfekcije) te Jedinstvo d.d. (proizvodnja kontejnera i metalnih konstrukcija i njihovih dijelova).
Na području Grada Krapine uglavnom se razvija mala privreda i obrtništvo među kojima je najviše zastupljeno graditeljstvo, zatim tiskarstvo (7 tiskara), brojne trgovačko – ugostiteljske djelatnosti te špediterske djelatnosti, čijem je razvitku pridonijela blizina graničnog prijelaza.
Budući da je to zahtijevao opseg i tok roba u putničkom i robnom prometu s inozemstvom, u 2005. god. u Krapini je ustrojena Carinarica Krapina (u Žutnici), gdje se obračunava i naplaćuje carina i druga davanja kod uvoza, izvoza i provoza robe, što tvrtkama smještenim na području grada i županije olakšava poslovanje vezano za uvoz robe iz inozemstva.

Krapina Nova – Zapad-poduzetnička zona  Arhivirana inačica izvorne stranice od 5. kolovoza 2011. (Wayback Machine)
Na simboličan način puštena je u promet novoizgrađena cesta u poduzetničkoj zoni Krapina Nova – Zapad. Gradnja ceste, odnosno prva faza izmještanja trase državne ceste D 206 počela je 2009. godine. Vrijednost projekata i investicije je oko 32 milijuna i 460 tisuća kuna. – Otvorenjem te ceste prilaz Poduzetničkoj zoni bit će lakši, kvalitetniji i sigurniji za vožnju, istaknuo je gradonačelnik Josip Horvat, zahvalivši Hrvatskim cestama koje su gotovo u potpunosti isfinancirale ovaj projekat. Također, dodao je gradonačelnik, druga faza državne ceste je u projektiranju i završetkom te ceste grad Krapina u potpunosti će se osloboditi teretnog prometa. 
Na raskrižju državne ceste D206 i glavne ceste u zoni Krapina Nova – Zapad nazočili su danas otvorenju ceste i zamjenici krapinskog gradonačelnika Josip Pelin i Boris Bočkaj, direktor Gradske plinare Krapina Zoran Smoić, direktor Krakoma Damir Belošević, predsjednik Mirko Majsec i ostali članovi Mjesnog odbora Bobovje – Pristava te brojni mediji.

## Spomenici i znamenitosti

### Crkva Majke Božje Jeruzalemske na Trškom vrhu
Crkva na Trškom Vrhu predstavlja jednu do najljepših baroknih crkava u ovom dijelu Hrvatske. Građena je od 1750. – 1761. godine, a sagradili su je pobožni građani i seljaci kao svoju zavjetnu crkvu.Crkva je sagrađena kako bi u nju bio smješten čudnotvorni Marijin kip donesen iz Jeruzalema, koji je i prije gradnje crkve pomogao mnogim ljudima u bolesti i teškočama - pa su ga ljudi smatrali čudotvornim. Crkva je posvećena 13. kolovoza 1761. godine i do danas ona je mjesto okupljanja vjernika hodočasnika - zavjetno mjesto. Crkva nadahnuje ljepotom svoje unutrašnjosti, bogato izrađenim oltarima, umjetničkim slikama i rijetkim orguljama majstora Antona Romera iz Graza. Uokolo crkve nalazi se cinktura građena u obliku osmerokuta, a u svakom kutu je podignuta mala kula za kapelicu. Cinktura je mjesto ophoda, mjesto individualnih molitvi i priprema za duhovno izvršenje zavjeta. Svake godine održavaju se proštenja od svibnja do listopada.

### Stari grad
Od krapinske srednjovjekovne utvrde grada na brežuljku iznad Krapine sačuvana je samo jedna zgrada u kojoj je nekoć bila stalna postava izložbe "Hrvatski srednjovjekovni banski i saborski grad Krapina", gdje su izloženi pokretni arheološki nalazi obuhvaćeni dosadašnjim iskopavanjem. Kasnije je izložba premještena u Galeriju grada Krapine.

### Rodna kuća Ljudevita Gaja
Devetnaesto stoljeće je vrijeme stvaranja i buđenja nacionalne svijesti i procesa integracije hrvatske nacije. Utemeljuje se hrvatski književni jezik i novi pravopis. Idejni vođa hrvatskog narodnog preporoda bio je dr. Ljudevit Gaj koji se rodio u Krapini 1809. godine. Gaj izdaje pravopis i počinje s izdavanjem novina i književnog priloga "Danice". 

### Galerija grada Krapine
Jedna od poznatijih kuća izgrađenih pred kraj 19. stoljeća u Krapini je kuća odvjetničke obitelji Majcen. U nju su navraćale mnoge ugledne ličnosti: Josip Juraj Strossmayer, Ante Starčević, a dr. Vlatko Maček bio je odvjetnički pripravnik kod dr. Josipa Majcena. Potomci obitelji Majcen, kćeri Zdenka i Nada poklonile su kuću gradu da u njoj bude galerija. 
Galerija je otvorena povodom 800-te godišnjice postojanja grada i u njoj se održavaju razne izložbe.

### Nalazište pračovjeka i Muzej krapinskih neandertalaca‎
U paleoantropologiji nalazi fosila ljudi iz Hrvatske zauzimaju značajno mjesto. Među njima su najznačajniji ostaci pračovjeka neandertalskog tipa iz Krapine koji je živio u starom kamenom dobu. Iz naslaga polupećine u Krapini, Hušnjakovo brdo, sakupljeno je preko 800 komada kostiju i zubi, pa je to po broju osteoloških ostataka jedno od najbogatijih paleoantropoloških nalazišta u svijetu. 
Znanstvena objašnjenja postojanja krapinskog pračovjeka dao je profesor Dragutin Gorjanović-Kramberger nakon šest godina iskopavanja. Špiljski čovjek iz Krapine bio je malenog do srednjeg rasta, niska čela, debelih nadočnih kostiju, jakog zubala i izbočenog donjeg dijela lica. Poznavao je vatru, živio od lova. Pronađeno je i mnoštvo fosilnih ostataka životinja: špiljskog medvjeda, divljeg goveda, golemog jelena, lososa, dabra, nosoroga i drugih. Bio je potpuno prirodno biće srastao sa svojim okružjem i svojom kulturom te nije nadilazio prirodu. 
Hušnjakovo brdo danas je oaza zelenila. Na otvorenom prostoru je rekonstrukcija krapinskog pračovjeka i njegove obitelji, kao i rekonstrukcija nekih životinja iz njegova doba. 
Unutar kompleksa, na brdu Josipovac, nalazi se park skulptura Forma Prima, četrdesetak skulptura u hrastovu drvu poznatih kipara iz naše i susjednih zemalja. Skulpture se sjedinjuju s prirodnim okolišem u kojem se nalaze.

### Franjevački samostan i crkva sv. Katarine
Crkva sv. Katarine i franjevački samostan stari su preko 350 godina. Stilski, gradnja krapinskog samostana pripada razdoblju ranog baroka. U samostanu postoji rijetka zbirka sakralne umjetnosti i knjižnica utemeljena 1650. godine, bogata rijetkim knjigama od kojih su najznačajnije tri inkunabule. Unatrag nekoliko godina u crkvi se održavaju koncerti sakralne glazbe.

### Župna crkva Sv. Nikole
Župna crkva sv. Nikole prvi se puta spominje se 1311. god., kasnije je razrušena potresom u 19. stoljeću, a obnovljena je prema projektu Josipa Vancaša na starim temeljima na prijelazu 19. u 20. st.Sv. Nikola je ujedno zaštitnik grada i župe.

### Ostalo
- Arheološko nalazište Vukšićev breg
- Župni dvor
- Stari grad Krapina
- Park skulptura Forma Prima
- Zgrada Osnovne škole
- Mauzolej Halper-Radić
- Kompleks Keglević

## Obrazovanje
U Krapini djeluju dvije osnovne škole; OŠ August Cesarec (u sjevernom dijelu) i OŠ Ljudevit Gaj (u Parku Matice Hrvatske). Svaka od te dvije škole ima i područne škole, koje okupljaju djecu iz okolice. 
Srednja škola Krapina ima dugu tradiciju, a danas se u njoj izvode različiti nastavni programi; 3 gimnazijska (opća, jezična i matematička gimnazija), niz četverogodišnjih i trogodišnjih usmjerenih programa. 
Godine 2007. godine s radom započinje Veleučilište Hrvatsko zagorje - Krapina sa smjerovima informatike,prometne logistike i dodan je smjer operativnog menadžmenta. U Krapini djeluje i Pučko učilište.

## Udruge
- Leo klub Zagorje (www.leo-zagorje.hr)
- Odred izviđača "Hrvatsko zagorje"
- Športska Udruga "Šut"  (www.sut.hr)
- Športska Udruga "Krapina"
- DVD Krapina
- Udruga pčelara "Krapina"
- Zagorska udruga uzgajivača konja
- Udruga mladih Krapinjon
- Udruga saveza antifašističkih boraca i antifašista KZŽ
- Udruga hrvatskih vojnih invalida Domovinskog rata
- Udruga ratnih i vojnih invalida KZŽ
- Udruga slijepih KZŽ
- Udruga inovatora "ZA-IN"
- Udruga modelara "ZA-MOD"
- Gradsko društvo Crvenog križa Krapina
- Udruga korisnika bežičnih sustava KR-net (www.krnet.hr)

Gradsko društvo Crvenog križa Krapina osnovano je 7. prosinca 1885. godine. Predsjednica je bila Roza Farkaš. Od te godine do danas GDCK Krapina je vrlo aktivno u svom radu. Udruga nudi Program dobrovoljnog davanja krvi, a godine 2008. godine GDCK Krapina zauzima prvo mjesto u Hrvatskoj po broju prikupljenih doza. Održava i tečajeve prve pomoći za vozače, za vatrogasce, za mladež te u slučaju povrede na radu za zaposlenike. Također provodi „Program pomoć u kući starijim osobama“ Ministarstva obitelji, branitelja i međugeneracijske solidarnosti, „Program suzbijanja bolesti ovisnosti i smanjenja štete“ Ministarstva zdravstva i socijalne skrbi, te program Prevencija trgovanja ljudima. Udruga nudi dnevni boravak za osobe treće životne dobi.
- Gradski puhački orkestar Krapina*

## Šport
- Trkački klub Maraton Krapina
- Nogometni klub "Zagorec"
- Košarkaški klub Krapina
- Ženski rukometni klub "Zagorec"
- Šahovski klub "Krapina"
- Teniski klub "Zagorec"
- Stolnoteniski klub "Zagorec"
- Klub borilačkih sportova "Krapina"
- Planinarsko društvo "Strahinjčica"
- Malonogometni klub "Auto - Krešo Krapina"
- Športski plesni klub "Habanera"

Šahovski klub Krapina od 2014. organizira pojedinačni brzopotezni šahovski turnir "Memorijal Miljenka Medića" u znak sjećanja na svojeg dugogodišnjeg člana, dobrog prijatelja i izvrsnog šahistu FIDE-majstora Miljenka Medića. Turnir se rejtingira za međunarodnu brzopoteznu listu. Memorijal se održava uz Tjedan kajkavske kulture i Dane krapinskog sporta. Na turniru sude Mirjana Medić, Radmila Švaljek i Aleksandar Švaljek.

## Kultura
- Tjedan kajkavske kulture
- Krapinafest

## Poznate osobe
- Štefan Fuček
- Mikula Gorup
- Ljudevit Gaj
- Mirko Grmek
- Slavko Puljek
- Dragojlo Kušlan
- Ernest Tomašević
- Rudolf Valdec[7]
- Vilibald Sluga
- Janko Leskovar[7]
- Josip Runjanin[7]
- Janko Leskovar[7]
- Ksaver Šandor Gjalski[7]
- Franjo Bartuš[7]
- Stjepan Vukovinski[7]
- Vuk Kiš[7]
- Marko Kiš[7]
- Lovro Sirnik[7]
- Mirko Oslić[8]
- Josip Seissel

## Unutarnje poveznice
- Kulturno-povijesna cjelina grada Krapine, zaštićeno kulturno dobro

## Vanjske poveznice
- Službene stranice
- Nalazište pračovjeka